# Francisco de Luque Fajardo

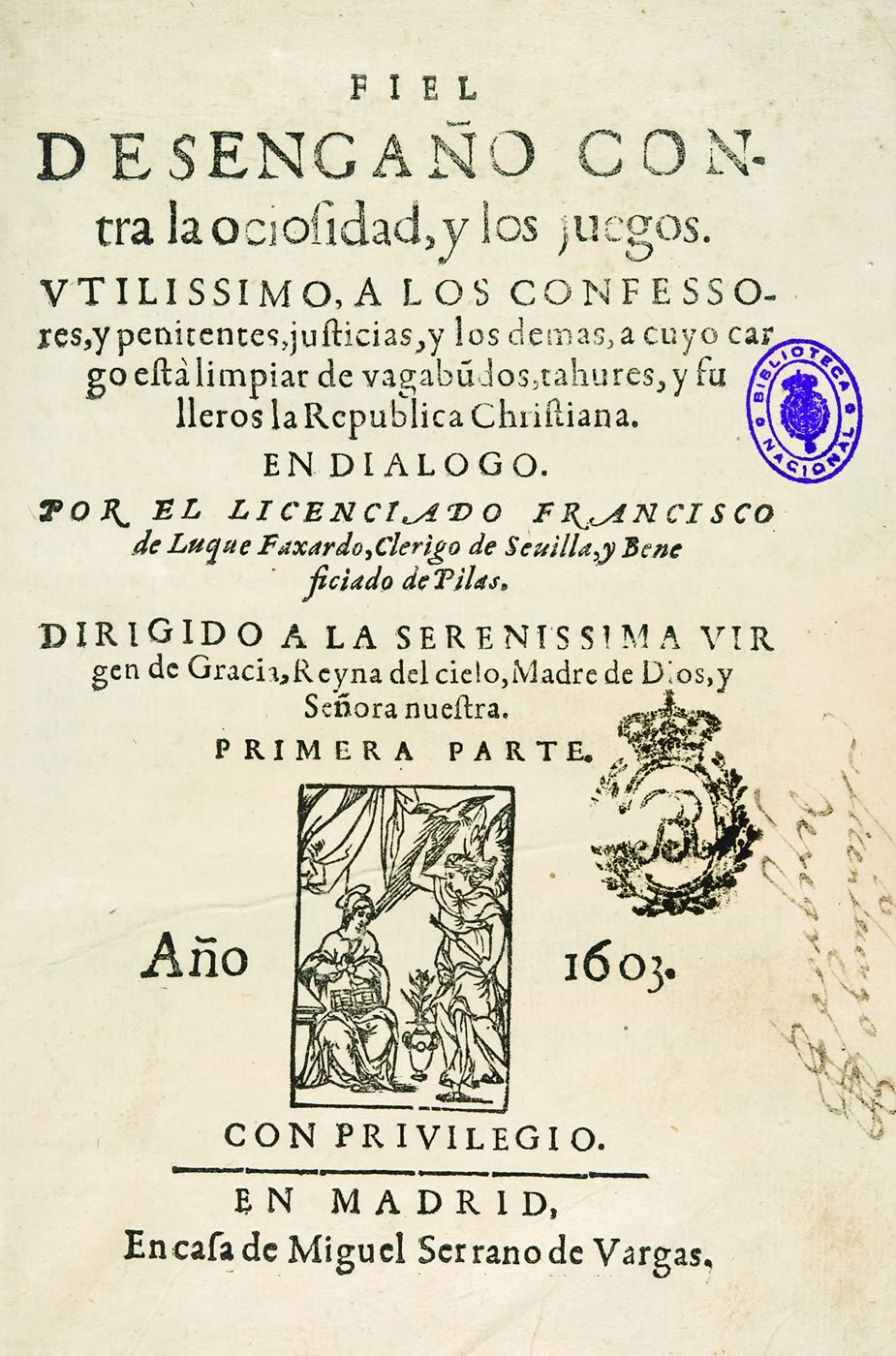
Frontis de Fiel desengaño contra la ociosidad y los juegos..., Madrid, en casa de Miguel Serrano de Vargas, 1603, Biblioteca Nacional de España.

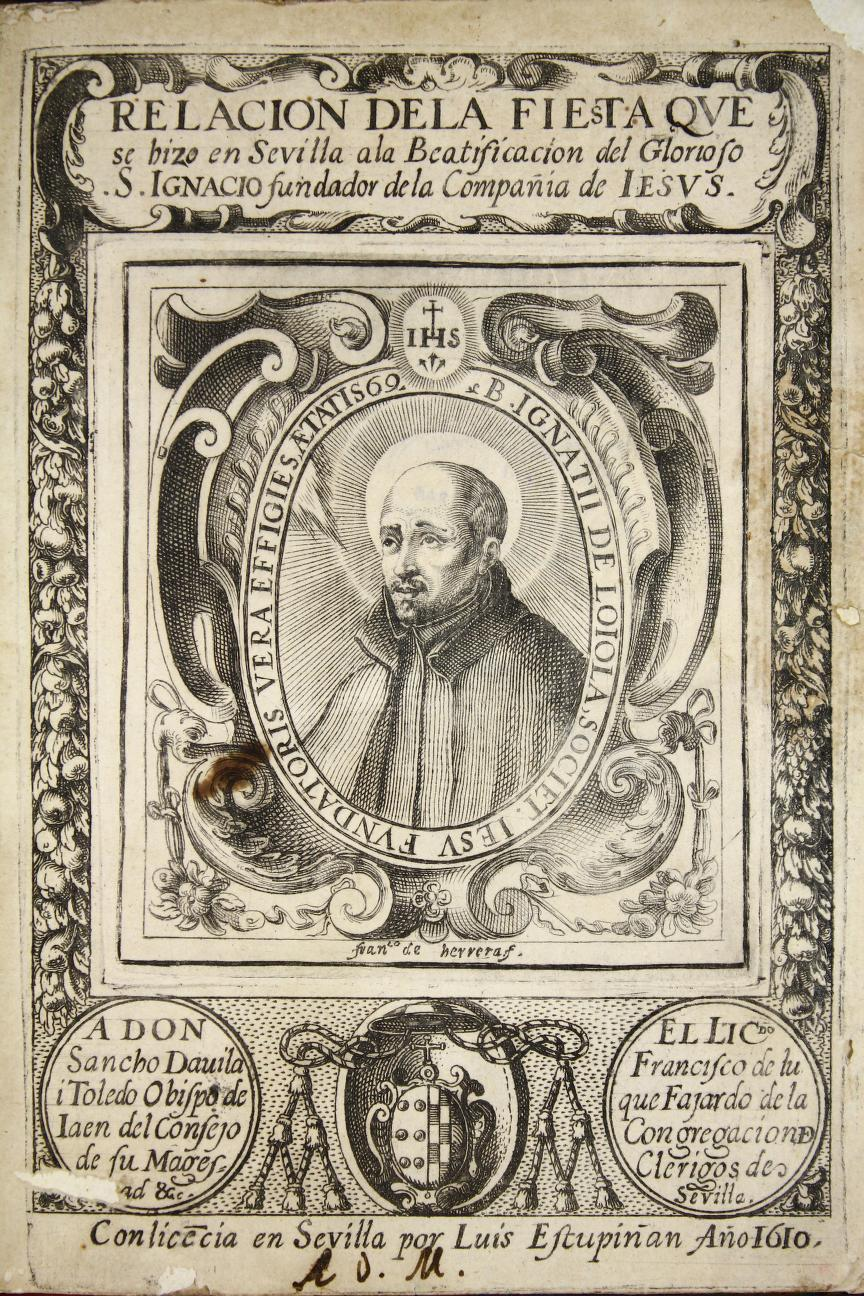
Portada de Relación de la fiesta que se hizo en Sevilla a la beatificación del glorioso S. Ignacio..., En Sevilla, por Luis Estupiñán, 1610. Grabado calcográfico de Francisco de Herrera el Viejo. Ejemplar de la Biblioteca de la Universidad de Sevilla.

Francisco de Luque Fajardo fue un sacerdote católico y escritor activo en Sevilla en las dos primeras décadas del siglo xvii.

## Biografía
Poco se sabe de su biografía, más allá de lo que declara en los extensos títulos de sus obras. Natural, al parecer, de Sevilla, licenciado, párroco, de Pilas, clérigo de la congregación de San Pedro ad Vincula y rector del colegio seminario de Sevilla, mantenedor de un certamen poético en honor de Ignacio de Loyola con motivo de su beatificación y devoto de la Inmaculada Concepción, en cuyo honor convocó un nuevo certamen literario en 1616, en los que participaron, entre muchos otros, Juan de Jáuregui, Rodrigo Caro, Miguel Cid, Francisco Pacheco, Juan de Robles y fray Bernardo de Cárdenas, que comenzaba uno de sus sonetos en defensa de la Inmaculada «Ensilla Sancho amigo a Rozinante...».
Luque Fajardo es conocido, principalmente, por la primera de sus obras en ver la luz: el Fiel desengaño contra la ociosidad y los juegos, escrito en forma de diálogo entre Laureano y Florino y enderezado a atajar el pecado y daño moral que ocasionan el juego y la ociosidad a la que se entregan tahúres y fulleros. Por boca de Florino, que da voz al ambiente de los bajos fondos, la obra de Luque Fajardo, con datos valiosos acerca de los diversos juegos y sus modalidades, ha servido también para complementar el estudio del lenguaje de germanía en fechas próximas al Guzmán de Alfarache de Mateo Alemán y las obras, entre otros, de Miguel de Cervantes.

## Obras
- Fiel desengaño contra la ociosidad y los juegos. Utilissimo a los confessores y penitentes, justicias, y los demás, a cuyo cargo está limpiar de vagabundos, tahúres, y fulleros la República Christiana. En Diálogo. Por el licenciado Francisco de Luque Faxardo, Clérigo de Sevilla y Beneficiado de Pilas, Madrid, en casa de Miguel Serrano de Vargas, 1603
- Relación breue del modo con que los sacerdotes y clérigos de la Congregación de Seuilla, celebraron sus Santas Carnestolendas, en la Casa Professa de la Compañía de Iesus de la mesma Ciudad, este Año de 1606, s.l., s.n.
- Relación de la fiesta que se hizo en Sevilla a la beatificación del glorioso S. Ignacio fundador de la Compañía de Iesus, En Sevilla, por Luis Estupiñán, 1610.
- Despertador del alma, i motivos para tener oración mental assí del Tiempo, como de los Santos, i los demás misterios, por todo el discurso del Año. Con diversos afectos de virtudes i oraciones vocales... / i un memorial de los beneficios divinos más generales i el modo de tener oración por los comunes: con un tratado de las meditaciones, que compuso la Santa Madre Teresa de Jesús sobre la oración del Pater Noster; que entre las demás obras suyas no a salido hasta aora, en Sevilla, por Alonso Rodríguez Gamarra, 1612
- Razonamiento grave y devoto, que hizo el Padre M.F. Pedro de Valderrama, Prior de el Insigne Conuento de san Augustín de Seuilla, delante del Santíssimo Sacramento, estando para recibirle por viático, muy cercano a la muerte: con más un breue Elogio de su vida y predicación..., en Sevilla, por Luis Estupiñán, 1612
- Relación de las fiestas que la cofradía de Sacerdotes de San Pedro ad Vincula celebró en su Paroquial (sic) Yglesia de Sevilla a la Purissima Concepción de la Virgen María nuestra Señora. Con el estatuto de defender su inmunidad y limpieza... Por el Licenciado Francisco de Luque Faxardo Presbítero Rector del Colegio Seminario de la misma Ciudad, en Sevilla, por Alonso Martínez Gamarra, 1616